# Randan (Puy-de-Dôme)
Randan település Franciaországban, Puy-de-Dôme megyében. Lakosainak száma 1622 fő (2022. január 1.). Randan Beaumont-lès-Randan, Saint-Clément-de-Régnat, Saint-Denis-Combarnazat, Saint-Priest-Bramefant, Saint-Sylvestre-Pragoulin és Villeneuve-les-Cerfs községekkel határos.

## Népesség
A település népessége az elmúlt években az alábbi módon változott:
| Lakosok száma | 1581 | 1572 | 1637 | 1573 | 1576 | 1591 | 1618 | 1620 | 1622 |
|               | 2013 | 2015 | 2016 | 2017 | 2018 | 2019 | 2020 | 2021 | 2022 |